# Csíkbogárszerűek
A csíkbogárszerűek (Dytiscoidea) a rovarok (Insecta) osztályába, ezen belül a bogarak (Coleoptera) rendjébe és a ragadozó bogarak (Adephaga) alrendjébe tartozó öregcsalád.

## Rendszertani felosztásuk
Az öregcsalád recens családai:
- Patakbogárfélék (Amphizoidae) (LeConte, 1853)
- Aspidytidae (Ribera, Beutel, Balke & Vogler, 2002)
- Csíkbogárfélék (Dytiscidae) (Leach, 1815)
- Pocsolyaúszó-félék (Hygrobiidae) (Régimbart, 1878)
- Meruidae (Spangler & Steiner 2005)
- Merülőbogár-félék (Noteridae) (C.G. Thomson, 1860)